# Міланське герцогство
Міланське герцогство (лат. Ducatus Mediolani, італ. Ducato di Milano) — монархічна держава в Північній Італії зі столицею у Мілані, що існувала у 1359—1796 роках.  Перебувала в складі Священної Римської імперії (1395—1499, 1512—1515, 1521—1540); деякий час була коронною землею Французького королівства (1499—1512, 1515–1521), Іспанського королівства (1540—1707), Австрійської імперії (1707—1795). Керувалася міланськими герцогами. Короткий час у 1447—1450 роках була республікою. Виникла як результат територіальної експансії  Міланської сеньйорії (міського самоврядування) і амбіцій роду Вісконті. Становлення централізованих держав в заальпійській Європі зробило Мілан з кінця XV століття об'єктом завойовницької політики його сильніших сусідів. В результаті тривалого військового протистояння Міланське герцогство, на відміну від інших великих державних утворень Північної і Центральної Італії, не змогло зберегти незалежність, на триста років ставши плацдармом іноземної присутності на найважливішому «перехресті» Європи. У жовтні 1796 року окуповане французькими військами Наполеона. 15 листопада того ж року увійшло до складу Транспаданської республіки.

## Передісторія
У раннє Середньовіччя Північна Італія об'єднувалася під короною остготських, а потім лангобардських королів. У VIII столітті Лангобардське королівство було завойовано Карлом Великим, що включив його до складу своєї імперії як васальне Італійське королівство. Після розпаду імперії Карла Великого королівство стало незалежним, але в середині X століття його завоював Оттон I, засновник Священної Римської імперії, правителі якої з тих пір використовували, зокрема, титул «король Італії» (лат. Rex Italiae).
З цього часу Північна Італія була адміністративно поділена на три марки, керовані від імені імператора спершу імперськими графами, а пізніше маркізами або маркграфами з місцевих шляхетних родин. Мілан разом з Генуєю увійшов до складу Східно-Лігурийської марки, очолюваної з початку XI століття представниками дому Есте. Однак зростання комунального руху привело до ослаблення впливу цієї владної інституції та зробило основою політичної мапи Італії міста замість нав'язаних ззовні напівштучний територіальних об'єднань. Уже в XII столітті Фрідріх Барбаросса спробував оновити систему імперського представництва в Італії введенням в містах подестата.
Відокремлення Італії чимало сприяло протистояння імператорів з римськими папами (так звана боротьба за інвеституру). У цей період самостійна економічна політика північноіталійських міст багато в чому визначила їх опозиційність імператорам, що призвело до відкритих конфліктів в XII столітті (див. Ломбардська ліга), коли Мілан зазнав розгрому армією Фрідріха Барбаросси. Повністю зруйноване, місто, тим не менш, досить швидко відновило свої сили і значення.
У наступні століття Мілан залишався найбільшою ломбардською комуною і центром митрополії. З XII століття владу в місті успадковували представники гвельфського сімейства делла Торре, що в 1277 році в запеклій боротьбі поступилися першістю в сеньйорії міланському архієпископу Оттоне Вісконті. З цього часу (з перервою на 1302—1311 роки, коли ненадовго повернулися делла Торре) владу в республіці акумулював у своїх руках патриціанський рід Вісконті, що спирався на підтримку імператорів. З XIV століття його вплив поширився на сусідні комуни.

## Заснування герцогства
Герцогство було офіційно засновано 11 травня 1395 року, коли Джан Галеаццо Вісконті, «Dominus Generalis» Мілана, отримав титул герцога Міланського за допомогою диплому, підписаного в Празі імператором Вацлавом IV. Номінацію було ратифіковано та відзначено в Мілані 5 вересня 1395 року. Джан Галеаццо Вісконті також отримав «ліцензію» на четвертування  гербу Вісконті з імперським орлом у новому герцогському прапорі.

Найбільше теріторіальне розширення міланського герцогства (1402 р)

Герцогство, як визначено в дипломі 1395 року, включало територію навколо Мілана, між річками Адда і Тічино, але володіння Джан Галеаццо Вісконті поширювалися далі, включаючи 26 міст і охоплювали П’ємонт до Венето і від сучасного швейцарського кантону Тічіно до Умбрії. Таким чином Мілан став одним із п'яти великих держав Італійського півострова в XV ст. Дім Вісконті розширював свої володіння протягом майже століття під час правління Аццо Вісконті, Лукіно Вісконті, Джованні Вісконті, Бернабо Вісконті та Джан Галеаццо Вісконті: під час правління Аццо Вісконті, Оссола в П'ємонті було завойовано в 1331 році, а потім Бергамо і Павія (Ломбардія) і Новара (П'ємонт) в 1332 році, Понтремолі (Тоскана) в 1333 році, Верчеллі (П'ємонт) і Кремона (Ломбардія) у 1334 р., ломбардські міста Комо, Крема, Лоді та Вальтелліна у 1335 р., Борміо (Ломбардія) та П'яченца (Емілія) у 1336 р. та Брешія та Валь-Камоніка у 1337 р.
Брати Лукіно та Джованні Вісконті додали Беллінцону (сучасна Швейцарія у 1342 р., Парма (Емілія) у 1346 р. та кілька територій у південно-західному П’ємонті у 1347 р.: Тортона, Алессандрія, Асті та Мондові. Бернабо завоював Реджіо-Емілія в 1371 році і Ріва-дель-Гарда в 1380 році, а Джан Галеаццо значно розширив володіння Мілана, спочатку на схід, завоювавши венеційські міста Верона (1387), Віченца (1387), Фельтре (1388), Беллуно (1388) і Падуя (коротко, з 1388 до 1390), а пізніше на південь, завоювавши Лукку, Пізу і Сієну в Тоскані в 1399 році, Перуджу в Умбрії в 1400 році, Болонью в Емілії в 1402 р. та Ассізі в Умбрії також у 1402 р..

## Амброзіанська республіка (1447–1450)

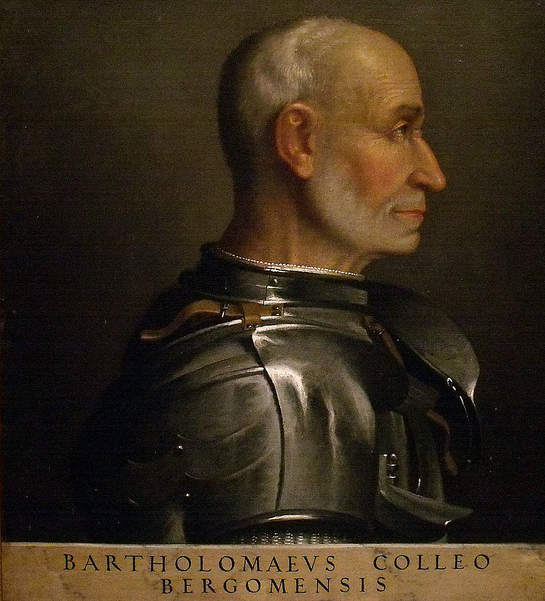
Бартоломео Коллеоні, кондотьєр Амброзіанської республіки, зокрема в битві при Боско-Маренго

Коли останній герцог Вісконті, Філіппо Марія, помер у 1447 році, не маючи спадкоємця чоловічої статі, міланці проголосили так звану Золоту Амброзіанську республіку, яка незабаром зіткнулася з повстаннями та нападами з боку своїх сусідів. У 1450 році капітан найманців Франческо Сфорца, попередньо одружившись з позашлюбною донькою Філіппо Марії Вісконті Б'янкою Марією, завоював місто і відновив герцогство, заснувавши Дім Сфорца.

## Перше правління Сфорца (1450–1499)
Венеційська республіка не полишала свого бажання вийти на Ломбардію і тому вступила в союз з Альфонсо V, королем Неаполя, та з імператором Фрідріхом III, проти Франческо Сфорца та його союзників. Однак падіння Константинополя, завойованого османськими турками в 1453 році, поставило під загрозу структуру венеційських володінь в Егейському морі, і після 4 років війни в 1454 році було підписано Лодійський мир. За ним Франческо Сфорца та Альфонсо Арагонський були визнані відповідно герцогом Мілана та королем Неаполя, Венеційська республіка поширила своє панування до річки Адда та було укладено Священну італійську лігу проти турків.

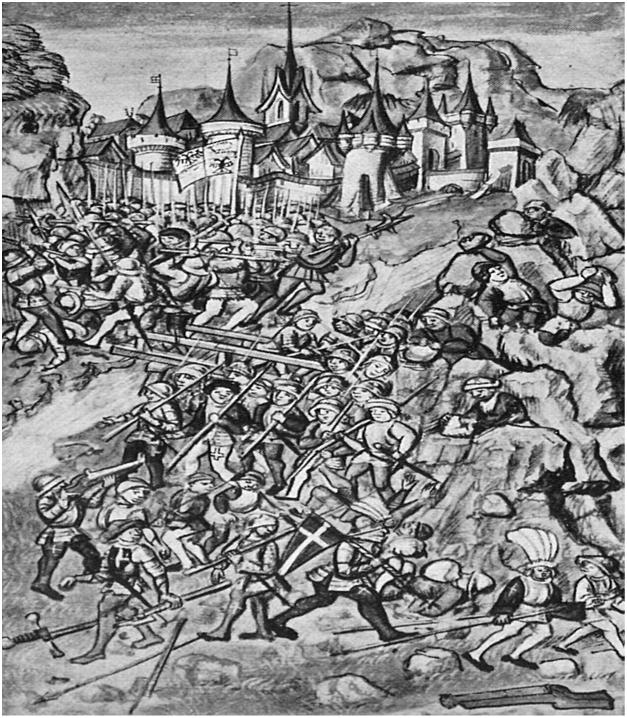
Битва під Креволою 1487 р. за захист Валь д'Оссола

Політичний баланс, досягнутий за Лодійським миром, тривав до смерті Лоренцо Медічі, правителя Флорентійської республіки, і вторгнення французького короля Карла VIII в Італію в 1494 році, за винятком деяких швейцарських вторгнень, які завершилися Люцернським миром. Галеаццо Марія, син Франческо Сфорца, через його уряд, який багато хто вважав тиранічним, був убитий у змові. Його син, Джан Галеаццо, правив під регентством своєї матері Бони Савойської, поки його дядько Людовіко Сфорца не узурпував трон герцогства. Людовіко Сфорца (іль Моро), син Франческо Сфорца, зумів отримати опіку над своїм племінником Джан Галеаццо і помістити його в замок Вісконті в Павії, де в 1494 році він помер за таких загадкових обставин, що навколо самого Людовіко зібралося багато підозр.
Через це відносини між Людовіко та Фердинандом II Арагонським погіршилися: Джан Галеаццо фактично одружився на племінниці короля Неаполя, яка стала на бік законного спадкоємця. Людовіко іль Моро у відповідь заохочував короля Франції Карла VIII повернути собі Неаполітанське королівство, оскільки до 1442 року неаполітанський трон належав предкам Карла з Анжу-Сицилійського дому. У 1494 році Карл VIII завоював Неаполь, порушивши рівновагу між різними італійськими державами та розпочавши Італійські війни.

## Перше французьке правління (1499–1512)
У 1495 році Карл VIII був вигнаний з півострова Лігою, що складалася з багатьох італійських держав, Священної Римської імперії, Іспанської імперії та Англійського королівства. Лише через три роки, у 1498 році, герцог Орлеанський, який став королем Франції під ім’ям Людовика XII, заявив про свої претензії на Міланське герцогство, оскільки один із його предків, Людовик Орлеанський, був одружений на Валентині Вісконті, дочці герцога Джана Галеаццо у 1389 році, і її шлюбний контракт  встановлював, що в разі вимирання династії Вісконті титул Герцог Міланський перейде до нащадків Валентини. Людовик XII, який вважав себе законним спадкоємцем Валентини Вісконті, вторгся в міланську державу в 1499 році, вигнавши Людовіко іль Моро. Колишній правитель Сфорца марно намагався протистояти заальпійським військам, навіть просив допомоги в імператора, але лише ненадовго зміг відбити столицю та кілька інших земель. Зазнавши поразки та потрапивши в полон у Новарі в 1500 році, він був депортований до Франції, у замок Лош, де й помер 27 травня 1508 року.

## Друге правління Сфорца (1512–1515)
Людовик XII залишався герцогом Міланським до 1512 року, коли швейцарська армія вигнала французів з Ломбардії і посадила на міланський трон Массіміліано Сфорца, сина Людовіко іль Моро. Між 1512 і 1515 роками герцогство де-факто контролювали швейцарські кантони.

## Друге французьке правління (1515–1521)
За правління короля Франциска I французькій короні вдалося відновити свій суверенітет над Міланським герцогством. У 1515 році, після кровопролитної битви при Мариньяно, яка призвела до поразки швейцарської армії, французький монарх скинув Массіміліана з престолу і зайняв герцогський престол. Незважаючи на поразку, швейцарцям вдалося зберегти території вздовж дороги, що веде від Готтардського перевалу до воріт Комо (сучасний кантон Тічино). Угода в Нуайоні 1516 року підтвердила володіння французів Міланським герцогством. Франциск I правив герцогством до 1521 року, коли Карл V, король Іспанії та імператор Священної Римської імперії, завоював його та підняв молодшого брата Массіміліана, Франческо II Сфорца, на герцогський престол.

## Третє й останнє правління Сфорца (1521–1535)

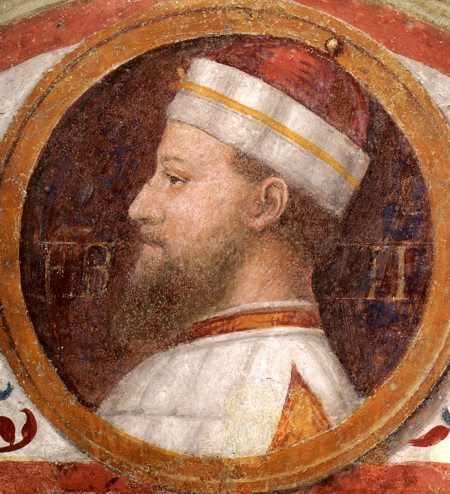
Франческо II, останній Сфорца, який правив герцогством

Французи ненадовго повернули місто наприкінці 1524 року, але знову втратили його після вирішальної поразки в Битві при Павії 24 лютого 1525 року, в результаті чого війська імператора Карла V зайняли міцні позиції на італійському півострові. Потім Франческо II Сфорца приєднався до Венеційської республіки, Флорентійської республіки, папи Климента VII і Французького королівства в Коньякську лігу проти Карла.
Незабаром після цього спалахнула Війна Коньякської ліги. Бої спалахнули в Ломбардії між силами Ліги та імперськими силами під проводом Антоніо де Лейва, Альфонсо дель Гуасто та Карла III, герцога Бурбонського. На початку імперські війська взяли в облогу Сфорца в Міланському замку. Незважаючи на те, що сили Ліги намагалися звільнити Мілан, герцог Бурбонський прибув з підкріпленням 5 липня. Армія допомоги Лізі спробувала прорвати лінію облоги, але зазнала невдачі, і 24 липня 1526 року цитадель упала до імперських військ.
Через два місяці Франческо Марія, герцог Урбіно, спробував обложити Мілан силами Ліги. Однак на той час додаткові підкріплення з Іспанії та Німеччини приєдналися до армії Карла Бурбонського, і Урбіно був змушений зняти облогу. Протягом усієї війни Мілан продовжував утримуватися імперськими військами та був повернутий Сфорці та міланцям лише після того, як обидві сторони прагнули миру та погодилися на переговори, які завершилися в 1529 році Камбрейським договором, за яким Франція офіційно відмовилася від своїх претензій на свої італійські території, включаючи Мілан і Неаполь.
У рамках договору Карл також погодився дозволити Сфорца відновити посаду герцога Міланського до його смерті в обмін на поступки з боку Венеції. На Карла також вплинув той факт, що він не хотів зіткнутися з венеціанцями, і він знав, що у нього немає засобів для успіху, оскільки венеціанці були стурбовані тим, щоб Мілан не потрапив до рук іноземців, враховуючи те, що вони не вважали себе «здатними його окупувати або пропорційними для того, щоб утримувати його».
Франческо II Сфорца помер без спадкоємців у 1535 році, відкриваючи нове питання щодо успадкування престолу. У цей період, якщо бути точним у 1532 році, Франческо II Сфорца попросив і домігся від папи Климента VII підвищення Віджевано, міста, з яким його родина завжди була глибоко пов’язана, до столиці Віджеванаско, після того, як воно в той же спосіб отримало в 1530 році титул міста та єпископства.

## Іспанське правління Габсбургів (1556–1707)
Одночасні претензії на Міланське герцогство як короля Франції Франциска, так і імператора Священної Римської імперії Карла V призвели до війни. Останній, претендуючи на це як імперський феод після вимирання Сфорца, отримав контроль над герцогством і посадив там свого сина Філіпа II за імператорським дипломом, підписаним у Брюсселі 11 жовтня 1540 року та оприлюдненим у 1554 році. Володіння Філіпа герцогством було остаточно визнано наступним королем Франції Генріхом II у 1559 році за Като-Камбрезьким мирним договором. Герцогство, втративши всі форми незалежності, було зведено до регіональної держави, підпорядкованої іноземному пануванню.

## Правління австрійських Габсбургів (1714–1796)
Згідно з Баденським договором, який завершив Війну за іспанську спадщину, Міланське герцогство було передано австрійським Габсбургам. Протягом XVIII століття площа герцогства, незважаючи на його об'єднання в 1745 році з Мантуанським герцогством, яке мало сильну автономію від Мілана, була ще більше скорочена і мало значно меншу площу, ніж сучасна Ломбардія. Уряд австрійських Габсбургів характеризувався значними адміністративними реформами, які суверени австрійського дому, натхненні принципами освіченого абсолютизму, також запровадили на своїх ломбардських територіях: наприклад, реформа земельних кадастрів, придушення церковної цензури та розвиток шовкової промисловості.

## Ліквідація герцогства
Після переможної кампанії Наполеона Бонапарта в північній Італії в 1796 році герцогство, довірене тимчасовій урядовій хунті, було передано Габсбургами Французькій республіці за договором у Кампо-Форміо в 1797 році. В 1796 році на території Міланського герцогства французи створили васальну державу Транспаданська республіка, яка в 1797 році об'єдналась з Циспаданською республікою в 1797 році і разом утворили Цизальпійську республіку, столицею якої став Мілан. Після поразки Наполеона, на основі рішень Віденського конгресу 9 червня 1815 року, Міланське герцогство не було відновлено, а увійшло до складу Ломбардо-Венеційського королівства, коронної землі Австрійської імперії. Королівство припинило своє існування, коли решту його частини було приєднано до новоствореного об'єднаного Італійського королівства в 1866 році.

## Військовий аспект
За правління іспанських віце-королів, з 1535 року Мілан став одним із учасників армії іспанського короля. У той час Ломбардія мала найбільш розвинену виробничу та торгову економіку в світі, що робило її цінним інструментом для іспанської армії: складом зброї першочергового стратегічного значення. Окрім ресурсів, Мілан також давав солдатів. Під час франко-іспанської війни (1635–1659) Мілан відправляв до іспанської корони і оплачував найм в середньому 4000 солдатів на рік (і загалом понад 100 000), причому багато з цих чоловіків служили в Нідерландах проти голландської державної армії.

## Історичні герби

Герби
1395–1535  (Під владою династій Вісконті і Сфорца)
1580–1700 (Під владою іспанських Габсбургів)
1707–1796 (Під владою австрійських Габсбургів)

## Державний устрій

### Герцоги
- 1790—1792: Леопольд II (імператор Священної Римської імперії)